# Gerhard Endreß
Gerhard Endreß – international auch Endress geschrieben – (* 23. Oktober 1939 in Friedrichsdorf, Taunus) ist ein deutscher Arabist.

## Leben
Nach der Promotion an der Universität Frankfurt am Main im Jahr 1965 war Endreß wissenschaftlicher Assistent am dortigen Orientalischen Seminar und habilitierte sich 1972 ebendort. Von 1975 bis zu seiner Emeritierung hatte er eine Professur für Arabistik und Islamwissenschaft an der Ruhr-Universität Bochum inne. Im Jahr 2002 war er Gastdozent an der École pratique des hautes études, Paris.
Seine Hauptarbeitsgebiete sind die Philosophie und Wissenschaftsgeschichte in der arabisch-islamischen Kultur des Mittelalters und die arabische Philologie, insbesondere die klassische arabische Literatur. Ein besonderes, nur von wenigen Gelehrten bearbeitetes Gebiet sind die Graeco-Arabica, die griechisch-arabische Übersetzung und Überlieferung: Endreß ist Herausgeber einer arabischen Übersetzung des Neuplatonikers Proklos und zusammen mit Dimitri Gutas Herausgeber des Greek and Arabic Lexicon.
Gerhard Endreß ist seit 1983 Ordentliches Mitglied der Nordrhein-Westfälischen Akademie der Wissenschaften. 

## Schriften (Auswahl)
- (Hrsg.): Proclus Arabus. Zwanzig Abschnitte aus der Institutio theologica in arabischer Übersetzung. Steiner, Wiesbaden 1973
- Die wissenschaftliche Literatur. In: Helmut Gätje, Wolfdietrich Fischer (Hrsg.): Grundriß der arabischen Philologie. Band 2: Literaturwissenschaft. Wiesbaden 1987, S. 400–506, und Band 3: Supplement. ebenda 1992, S. 3–152.
- Die arabisch-islamische Philosophie des Mittelalters. Ein Forschungsbericht. In: Zeitschrift für die Geschichte der arabisch-islamischen Wissenschaften. Band 5, 1989, S. 1–47.
- mit Dimitri Gutas: A Greek and Arabic Lexicon (GALex): Materials for a Dictionary of the Medieval Translations from Greek into Arabic. Leiden. Brill 1992- (Handbuch der Orientalistik, Erste Abteilung: Der Nahe und der Mittlere Osten, Bd. 11)
- Der Islam. Eine Einführung in seine Geschichte. C. H. Beck, München 1997, ISBN 3-406-42884-3
  - englisch: Islam. An historical introduction. Edinburgh 1988, 2. Auflage 2002, Google Bücher
- Würdigung von Fuat Sezgins 1967–2007 in 13 Bänden erschienener Geschichte des Arabischen Schrifttums. Tradition und Aufbruch in Frankfurter Rundschau und Qantara, 2004
- Der Islam in Daten, München: C.H.Beck 2006, ISBN 3-406-54096-1, Google Bücher